# Konsistoriehuset
55°40′48.5″N 12°34′19.66″Ø / 55.680139°N 12.5721278°Ø
Konsistoriehuset er en bygning, som ligger ved Københavns Universitets gamle bygningskompleks ved Frue Plads i København. Bygningen er dateret til ca. 1420 og er muligvis den ældste i byen. Bygningen fungerede oprindelig som residens for Roskildebiskoppen. Efter reformationen i 1536 overtog Københavns Universitet bygningen.